# Słucz Bereźne
Słucz Bereźne (ukr. Футбольний клуб «Случ» Березне, Futbolnyj Kłub "Słucz" Berezne) – ukraiński klub piłkarski z siedzibą w Bereźne, w obwodzie rówieńskim.

## Historia
Chronologia nazw:
- ???—...: Słucz Bereźne (ukr. «Случ» Березне)

Drużyna piłkarska Słucz została założona w miejscowości Bereźne po II wojnie światowej.
Występował w rozgrywkach mistrzostw i Pucharu obwodu rówieńskiego.
W 1981 klub startował w rozgrywkach Pucharu Ukraińskiej SRR, gdzie w finalnym dwumeczu pokonał Szachtar Dzierżyńsk, w następnym roku ponownie doszedł do finału, ale ustąpił Enerhii Nowa Kachowka.
Potem zespół występował w rozgrywkach mistrzostw i Pucharu obwodu rówieńskiego.

## Sukcesy
- zdobywca Pucharu Ukraińskiej SRR:

1981
- finalista Pucharu Ukraińskiej SRR:

1982